# Knallpulverorkestern
Knallpulverorkestern var en musikgrupp från Borås som tillhörde proggrörelsen.
Knallpulverorkestern bildades omkring 1977 under namnet Chocka släkten. Namnet ändrades 1980 och samma år utgavs singeln "Ingen mänska lider" / "Absint" på det lokala skivbolaget Knäpp (skivnummer KS1). Medlemmar i gruppen var då Bengt Green, Anders G-son, Magnus Haglund, Lars Hagström, Lena Odén och Stefan Sandberg (den sistnämnde är idag gitarrist och saxofonist i bland annat Carl-Einar Häckners varietéorkester på Liseberg och i Peps Perssons band). och som gäster på singeln medverkade även Thomas Ahlsén och Görgen Antonsson. Knallpulverorkestern gav senare ut en kassett, Heliga Birgitta, med elva låtar (Studio Urania, 1984).
Gruppen hade 1978–1987 årligen återkommande spelningar på annandag jul hos föreningen Musikhuset, sedermera Rockborgen i Borås.